# 熊本県立球磨商業高等学校
熊本県立球磨商業高等学校（くまもとけんりつ くましょうぎょう こうとうがっこう）は、熊本県球磨郡錦町にあった県立の高等学校。
（旧）熊本県立南稜高等学校・熊本県立多良木高等学校との再編・統合で熊本県立球磨中央高等学校・（新）熊本県立南稜高等学校が新設されたため、2017年に生徒募集を停止し、2019年3月31日に閉校する。

## 設置学科
- 総合ビジネス科
- 情報処理科
- 国際教養科

## 沿革
- 1972年1月1日 熊本県立人吉高等学校の校地に熊本県立球磨商業高等学校として設立
- 1972年4月1日 開校
- 1973年3月10日 現在の校地へ移転
- 1988年 情報処理科設置
- 1994年 国際教養科設置
- 2002年 商業科、経理科を総合ビジネス科に再編
- 2017年 熊本県立球磨商業高等学校、（旧）熊本県立南稜高等学校、熊本県立多良木高等学校の3校を再編・統合した熊本県立球磨中央高等学校、（新）熊本県立南稜高等学校の2校の開校に伴い、生徒募集停止。2019年3月まで同一校地に熊本県立球磨中央高等学校と熊本県立球磨商業高等学校が併存する形となる。
- 2019年3月31日 閉校

## 最寄り駅
- くま川鉄道 肥後西村駅（学校より駅前の道路を南へ700m）